# Sorgho
Sorgho es un lugar designado por el censo ubicado en el condado de Daviess en el estado estadounidense de Kentucky. En el censo de 2020 tenía una población de 1972 habitantes y una densidad poblacional de 160,33 habitantes por km². Fue incluido como CDP en el censo de 2020. 

## Geografía
Sorgho se encuentra ubicado en las coordenadas 37°45′11″N 87°14′50″O / 37.75306, -87.24722. Según la Oficina del Censo de los Estados Unidos,  tiene una superficie total de 12,30 km², de la cual 12,28 km² corresponden a tierra firme y 0,02 km² a agua.